# Only Mama Knows
Only Mama Knows è la quarta traccia dell'album di Paul McCartney Memory Almost Full. Nel novembre del 2007, la canzone fu eseguita come ultima del programma di Starbucks Song of the Day. Fu nominata per il Grammy Award per Miglior Parte Vocale. McCartney la esegue spesso dal vivo, ed è infatti anche presente nell'album live Good Evening New York City.

## Musica
Di melodia molto orecchiabile, la sua peculiarità sta nell'introduzione di archi, che segue un climax crescente, che sfocia in un graffiante e aggressivo riff di chitarre distorte, apostrofate su ogni nota da un forte colpo di batteria. La canzone si sviluppa poi in modo piuttosto regolare, con strofe e ritornelli alternati. Un'altra peculiarità sta nella ritmica  del passaggio tra strofa e ritornello: infatti l'ultima parte della strofa è composta da due battute, una in 4/4 e l'altra in 3/4, creando una sensazione di squilibrio nell'ascoltatore, poiché il ritornello sembra partire in anticipo. La canzone termina riprendendo il tema di archi iniziale, però questa volta adottando un climax discendente, lasciando l'ultima frase solo a un violoncello.